# Alexander Becker (Mediziner)

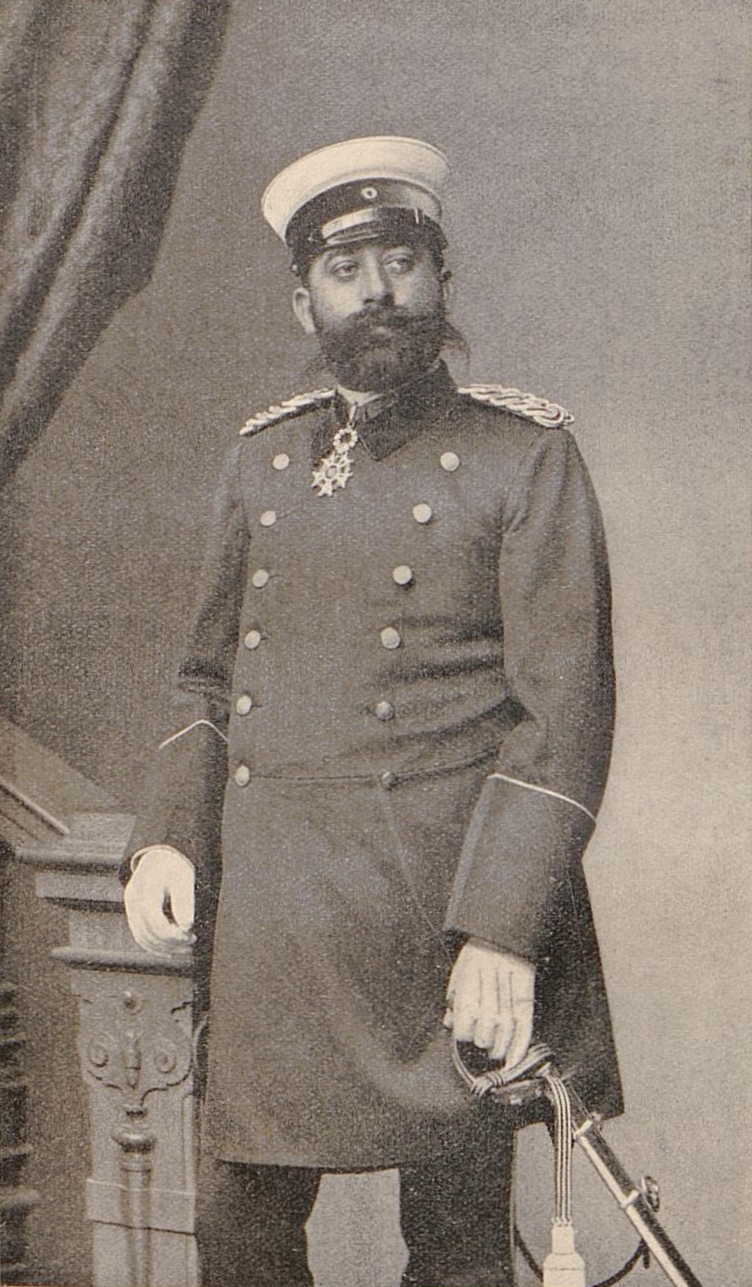
Alexander Becker

Alexander Becker (* 13. Januar 1857 in Veert, Kreis Geldern; † 26. Dezember 1918 in Berlin) war ein preußischer Sanitätsoffizier (Oberstabsarzt) in Deutsch-Ostafrika und Geheimer Medizinalrat im Reichskolonialamt.

## Leben und Wirken
Alexander Becker studierte vom 21. Oktober 1876 bis zum 30. September 1880 Medizin an der Kaiser-Wilhelms-Akademie für das militärärztliche Bildungswesen (KWA) in Berlin, wurde am 14. Dezember 1880 promoviert und am 23. August 1881 zum Assistenzarzt befördert.
Am 8. Oktober 1889 schied er, mit Aussicht auf spätere Wiedereinstellung, aus der preußischen Armee aus und trat der Wissmann-Truppe, einer Gruppe von Söldnern des damaligen Reichskommissars Hermann von Wissmann in Deutsch-Ostafrika, bei. Im März/April 1891 wurde die Wissmannsche Schutztruppe in die Kaiserliche Schutztruppe für Deutsch-Ostafrika überführt und Becker wieder in den preußischen Militärdienst gestellt. Am 22. Juli 1900 schied Becker im Rang eines Oberstabsarztes I. Klasse und in der Position als Chefarzt und Referent beim Kaiserlichen Gouvernement in Daressalam aus dem aktiven Dienst aus und ließ sich in Friedenau nieder. Über seine Zeit in der Schutztruppe veröffentlichte er 1911 ein eigenes Buch und war Mitautor einer Biographie über Hermann von Wissmann.
Mit dem Ausbruch des Ersten Weltkrieges trat er in den Staatsdienst in der Position eines Geheimen Medizinalrats als Leiter der militärischen und zivilen Medizinalangelegenheiten im Reichskolonialamt und bekleidete diese Position bis zu seinem Tode. Er verstarb, ohne vorhergegangene Krankheit, infolge eines Herzinfarktes in der Nacht vom 1. zum 2. Weihnachtsfeiertages 1918.
Alexander Becker wurde unter anderem mit dem Eisernen Kreuz Ritter II. Klasse und dem Roten Adlerorden 4. Klasse mit Schwertern ausgezeichnet.

## Werke
- Ueber Bahnbau in Deutsch-Ostafrika. In: Deutsches Kolonialblatt. Amtsblatt für die Schutzgebiete des Deutschen Reichs. X. Jahrgang. Verlag von Ernst Siegfried Mittler, Berlin 1899, S. 760–763.
- Hermann von Wissmann. Deutschlands größter Afrikaner. Zahlreiche Auflagen. Verlagsbuchhandlung Alfred Schall, Berlin
  - in der ersten Auflage (1906) noch „… unter Mitwirkung von Oberstabsarzt a. D. Dr. Becker u. Oberstabsarzt Dr. Steuber“, werden ab der zweiten vermehrten und verbesserten Auflage (1907) Alexander Becker und Werner Steuber zusammen mit Conradin von Perbandt, Georg Richelmann und Rochus Schmidt als Autoren genannt
- Aus Deutsch-Ostafrikas Sturm- und Drangperiode. Erinnerungen eines alten Afrikaners. Mit dem Bilde des Verfassers und 18 Vollbildern in Autotypie (= Bibliothek der Gesamtliteratur des In- und Auslandes. Nr. 2261–2265). Otto Hendel Verlag, Halle a. S. 1911, urn:nbn:de:gbv:46:1-8122.